# Mata Island
Mata Island är en obebodd ö i Kanada. Den ligger i Nunavut, 1 200 km norr om Kanadas huvudstad Ottawa.
Trakten runt Mata Island består i huvudsak av gräsmarker. Inlandsklimat råder i trakten. Årsmedeltemperaturen i trakten är −6 °C. Den varmaste månaden är augusti, då medeltemperaturen är 12 °C, och den kallaste är mars, med −16 °C.